# Nabil al-Arabi
Nabil al-Arabi (ar. نبيل العربي; ur. 15 marca 1935 w Kairze, zm. 26 sierpnia 2024) – egipski prawnik i dyplomata, w latach 2001–2006 sędzia Międzynarodowego Trybunału Sprawiedliwości, w latach 2011–2016 sekretarz generalny Ligi Państw Arabskich.
Pełnił wiele funkcji na konferencjach międzynarodowych i w organizacjach międzynarodowych. M. in. przewodniczył Stałemu Komitetowi Organizacji Narodów Zjednoczonych do spraw Rozszerzania Zasady Zakazu Użycia Siły w Stosunkach Międzynarodowych (1981–1982). W latach 1981–83 był ambasadorem w Indiach.
Był stałym przedstawicielem Egiptu przy Organizacji Narodów Zjednoczonych w Genewie i Nowym Jorku (1987-1999). Przewodniczył Radzie Bezpieczeństwa w 1996.
Członek Komisji Prawa Międzynarodowego w latach 1994–2001.